# كلابيات الذنب
كُلاَّبِيَّةِ الذَّنَب (الاسم العلمي: Onchocercidae)، فصيلة من الديدان الأسطوانية وفيلق الفيلاريات.
تضم هذه الفصيلة بعضًا من أكثر الأمراض الطفيلية فتكًا التي تصيب الإنسان، مثل داء الفيل وداء كلابية الذنب وداء اللوائيات وأدواء الفيلاريات الأخرى.